# The Night Before
«The Night Before» (с англ. — «Прошлой ночью») — песня группы Битлз, впервые появившаяся на альбоме «Help!» в 1965 году. Песня написана Полом Маккартни (приписана Дж. Леннону и П. Маккартни) и была записана 17 февраля 1965 года. Песня звучит в одноимённом фильме.

## Песня
Характерной чертой песни является электрическое фортепиано, на котором играет Леннон. Основную музыкальную партию ведёт Маккартни, тогда как Леннон и Харрисон поют подголоски в конце каждой строки («Aaah the night before…»). После второго повторения рефрена звучит гитарное соло в исполнении Харрисона (оно же повторяется в сокращённом изложении в конце песни).
Текст песни представляет сомнения молодого человека, переживающего по поводу его отношений со своей девушкой: «Прошлой ночью, когда мы попрощались, в твоих глазах была любовь, а сегодня я вижу, что ты передумала; веди себя со мной так же, как и прошлой ночью…».

## В записи участвовали
- Пол Маккартни — дважды записанный и сведённый основной вокал, бас-гитара, гитара-соло
- Джон Леннон — подголоски, электрическое фортепиано
- Джордж Харрисон — подголоски, гитара-соло
- Ринго Старр — ударные

## Другие версиипесни
- Кавер-версия этой песни имеется на альбоме «Still Restless» американской группы «Restless Heart».

## Интересно
- В самом начале песни (на пятой-шестой секундах) слышатся несколько гитарных нот, скорее всего взятых по ошибке, но, тем не менее, звучащих довольно органично с основной темой.
- При последнем повторении припева песни явственно слышится, как Маккартни в начале фразы Were you telling… на одной из дорожек (его голос записан дважды и сведён в одну партию) поёт We вместо Were — очевидно, он спутал эту строчку с другой строкой припева We said our goodbyes…